# Raión de Borísovka
El raión de Borísovka (ruso: Бори́совский райо́н) es un distrito administrativo y municipal (raión) ruso perteneciente a la óblast de Bélgorod. Se ubica en el suroeste de la óblast. Su capital es Borísovka.
En 2020, el raión tenía una población de 23 904 habitantes.
El raión es fronterizo al sur con Ucrania.

## Subdivisiones
Comprende el asentamiento de tipo urbano de Borísovka (la capital distrital, que forma un ayuntamiento urbano sin pedanías) y 33 localidades rurales agrupadas en los siguientes nueve asentamientos rurales:
- Akulínovka
- Belénkoye
- Beriózovka
- Gruzskoye
- Krasni Kutok
- Kriúkovo
- Oktiábrskaya Gotnia
- Striguny
- Jotmyzhsk